# Acinia reticulata
Acinia reticulata är en tvåvingeart som beskrevs av Aczel 1958. Acinia reticulata ingår i släktet Acinia och familjen borrflugor.
Artens utbredningsområde är Peru. Inga underarter finns listade i Catalogue of Life.